# Yabea microcarpa
Yabea microcarpa là một loài thực vật có hoa trong họ Hoa tán. Loài này được (Hook. & Arn.) Koso-Pol. miêu tả khoa học đầu tiên năm 1915.